# 182 př. n. l.

## Úmrtí
- Hannibal, kartaginský generál (* 247 př. n. l.)

## Hlavy států
- Seleukovská říše – Seleukos IV. Filopatór  (187 – 175 př. n. l.)
- Řecko-baktrijské království – Demetrius I.  (200 – 180 př. n. l.)
- Parthská říše – Friapatios  (185 – 176 př. n. l.)
- Egypt – Ptolemaios V. Epifanés  (204 – 180 př. n. l.)
- Bosporská říše – Spartacus V.  (200 – 180 př. n. l.)
- Pontus – Farnaces I.  (185 – 170 př. n. l.)
- Kappadokie – Ariarathes IV.  (220 – 163 př. n. l.)
- Bithýnie – Prusias I.  (228 – 182 př. n. l.) » Prusias II.  (182 – 149 př. n. l.)
- Pergamon – Eumenés II.  (197 – 159 př. n. l.)
- Athény – Hermogenes  (183 – 182 př. n. l.) » Timesianax  (182 – 181 př. n. l.)
- Makedonie – Filip V.  (221 – 179 př. n. l.)
- Epirus – vláda épeiroské ligy  (231 – 167 př. n. l.)
- Římská republika – konzulové Cn. Baebius Tamphilus a Lucius Aemilius Paullus Macedonicus (182 př. n. l.)
- Numidie – Masinissa  (202 – 148 př. n. l.)